# Carretera Federal 80
La Carretera Federal 80 es una carretera mexicana que recorre los estados de Tamaulipas, San Luis Potosí, Zacatecas y Jalisco, tiene una longitud total de 665 km.
La carretera se divide en tres secciones discontinuos. La primera sección recorre el estado de Tamaulipas y San Luis Potosí, desde Tampico hasta El Huizache, donde entronca con la Carretera Federal 57 y tiene una longitud de 355 km.
La segunda sección recorre los estados de San Luis Potosí, Zacatecas y Jalisco, desde la ciudad de San Luis Potosí hasta Zapotlanejo, y tiene una longitud de 310 km.
La tercera sección recorre el estado de Jalisco, desde la ciudad de Guadalajara hasta Barra de Navidad, Jalisco, y tiene una longitud de 302 km.
Las carreteras federales de México se designan con números impares para rutas norte-sur y con números pares para las rutas este-oeste. Las designaciones numéricas ascienden hacia el sur de México para las rutas norte-sur y ascienden hacia el Este para las rutas este-oeste. Por lo tanto, la carretera federal 80, debido a su trayectoria de este-oeste, tiene la designación de número par, y por estar ubicada en el Norte de México le corresponde la designación N° 80.

## Trayectoria

### Tamaulipas
Longitud = 181 km
- Tampico - Carretera Federal 70 y Carretera Federal 70D
- Altamira (Tamaulipas)
- Cuauhtémoc
- Villa Manuel - Carretera Federal 81 y Carretera Federal 180
- González
- Magiscatzin
- Ciudad Mante - Carretera Federal 85
- Antiguo Morelos - Carretera Federal 85
- Nuevo Morelos

### San Luis Potosí
Longitud = 174 km
- El Naranjo
- Ciudad del Maíz
- Viga - Carretera Federal 101
- Presa de Guadalupe
- El Huizache - Carretera Federal 57

- Inicia sección 2 Longitud = 60 km
- San Luis Potosí
- Villa de Arriaga - Carretera Federal 80D

### Zacatecas
Longitud = 13 km
- Agua Gorda

### Jalisco
Longitud = 237 km
- Ojuelos - Carretera Federal 51 y Carretera Federal 70
- Paso de cuarenta
- Primero de Mayo - Carretera Federal 80D
- Lagos de Moreno
- San Jorge - Carretera Federal 45D
- El Salvador - Carretera Federal 80D
- San Juan de los Lagos
- Jalostotitlán
- Valle de Guadalupe
- Tepatitlán - Carretera Federal 71
- Zapotlanejo - Carretera Federal 90